# 新来島宇品どっく

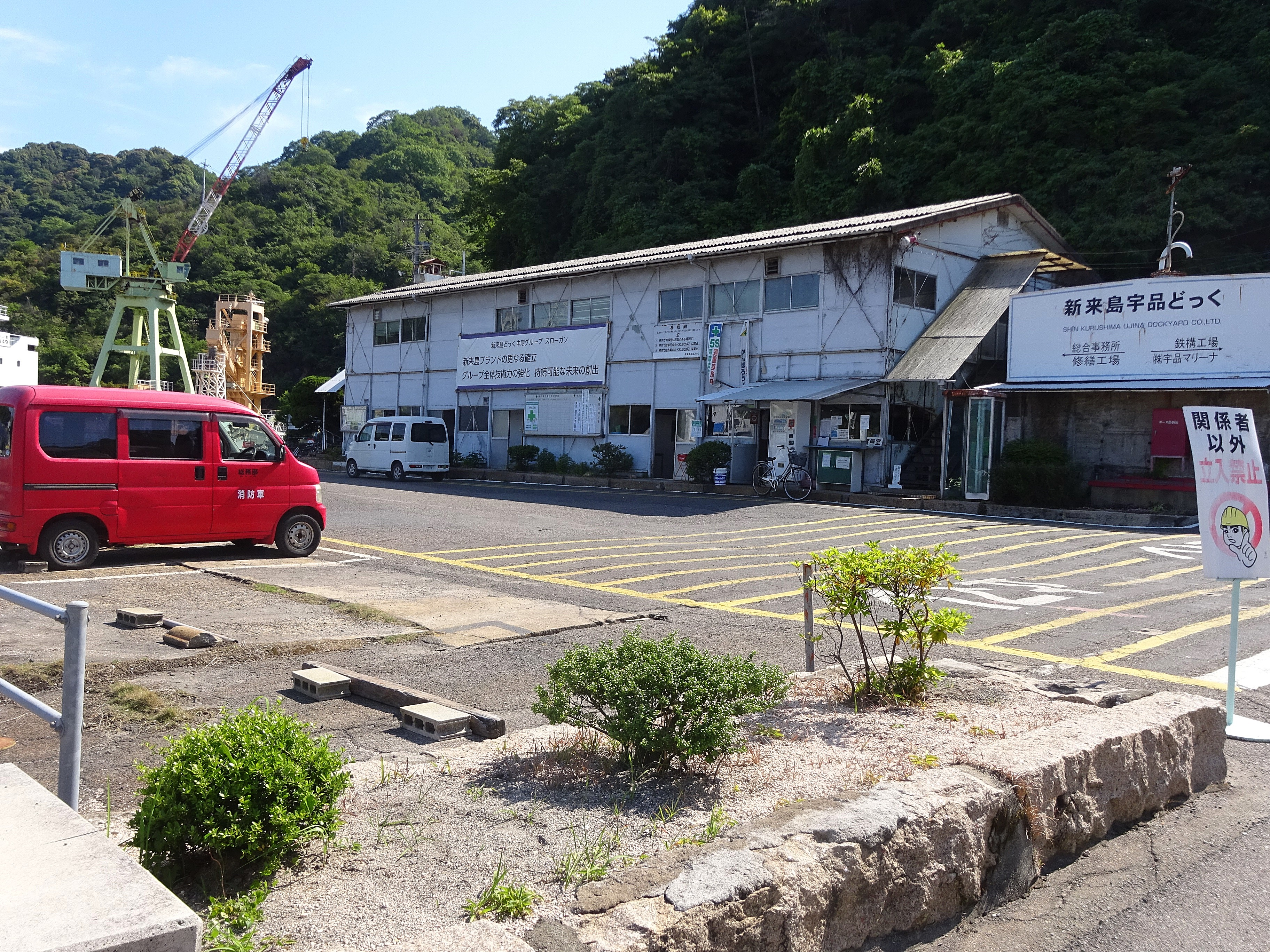
新来島宇品どっく事務棟（金輪島）

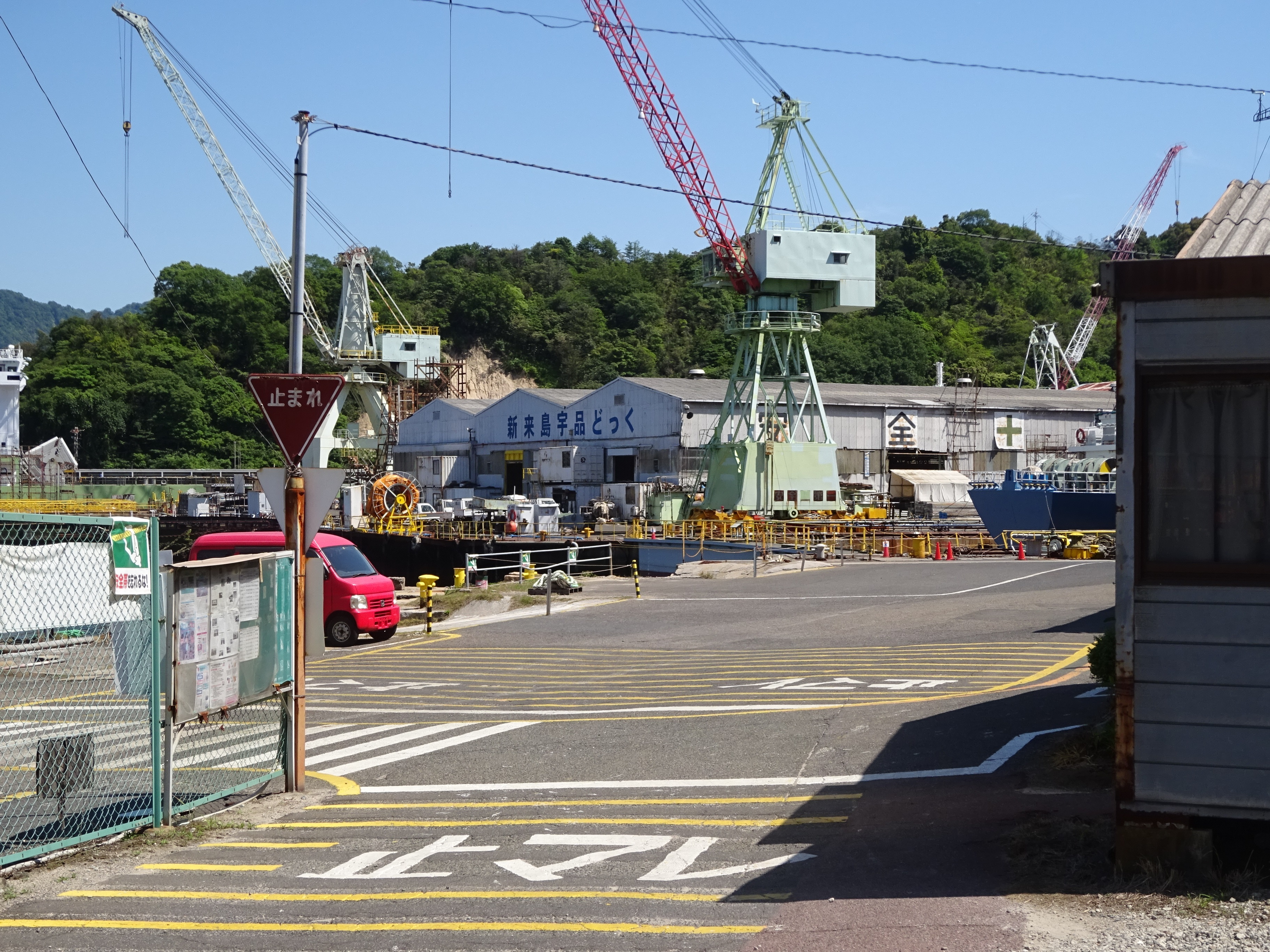
新来島宇品どっく工場

株式会社新来島宇品どっく（しんくるしまうじなどっく、英: Shin Kurushima Ujina Dock Co., Ltd.）は日本の造船メーカーである。

## 概要
同社の歴史は広島湾に浮かぶ金輪島にあった旧陸軍野戦船舶本廠の造船施設を引き継ぎ1951年（昭和26年）9月に設立された金輪船渠株式会社に始まる。
金輪船渠は日本で最初にジャーマン･ロイド（ドイツ規格）を建造するなど、高い技術力を有して新造船の建造、船舶の修繕を行っていた。
事業の選別、有利子負債の圧縮を進めていた西武建設から新来島どっくが2006年（平成18年）に全株式の譲渡を受け、子会社として設立された。現在は新造船の建造を行っておらず、船舶の修繕、船舶用の大型ブロック建造を行っている。
国土交通省による舶用内燃機関サービス・ステーション（SS）の証明を取得している。

## 事業所
- 本社 - 愛媛県今治市大西町新町甲945番地
- 工場 - 広島県広島市南区宇品町字金輪384番地

## 沿革
- 1951年（昭和26年）- 旧陸軍野戦船舶本廠の造船施設を引き継ぎ、金輪船渠株式会社設立
- 1977年（昭和52年）- 会社更生法申請
- 1988年（昭和63年）- 西武建設に買収され子会社に
- 1990年（平成3年）- 会社更生手続完了
- 1998年（平成10年）- 社名を西武造船に変更
- 2006年（平成18年）- 西武建設から西武造船の全株式を新来島どっくへ譲渡。新来島宇品どっく設立。

## 生産設備
- 第2船台 : 3,000 G/T
- 第1修繕用ドック : 8,500 G/T
- 第2修繕用ドック : 10,500 G/T